# Кравченко, Богдан Александрович
Богдан Александрович Кравченко (англ. Bohdan Krawchenko; р. 29 декабря 1946, Гюнцбург, Германия) — канадский политолог украинского происхождения, доктор общественных наук, директор Канадского института украинских студий (КИУС). Супруг Соломии Павлычко, зять Дмитрия Павлычко.

## Биография
Получил высшее образование в Университете Бишопа (Квебек) и в университетах Торонто и Глазго (Шотландия). Завершил высшее образование званием доктора общественных наук в Оксфордском университете.
Активист украинского студенческого и культурного движений в Канаде в 1960-70-х годах и председатель Союза украинского студенчества Канады (СУСК) в 1969—70 годах.
В 1975—1985 годах принимал участие в издании журнала «Діялог», лозунгом которого было «За социализм и демократию в самостоятельной Украине». К этому кругу также принадлежали Марко Бойцун, Роман Сенкусь, Галина Фриланд, Джон-Пол Химка, Кристина Хомяк, Мирослав Шкандрий.
С 1976 исследователь в КИУС (специальность: современная Украина и УССР), а в 1986 — директор КИУС.
С 1997 года — почётный профессор Киево-Могилянской академии.
Автор трудов «Social Change and National Consciousness in Twentieth-Century Ukraine» (1985) и соавтор «Famine in Ukraine 1932—1933» (1986). Составитель сборника «Ukraine After Shelest» (1983).
В 2004 году эмигрировал из Украины в Кыргызстан, где в нынешнее время занимает должность Декана Высшей школы развития, Университета Центральной Азии (УЦА), до этого был генеральным директором УЦА до 2014 года.